# Änglabarn
Ej att förväxla med Danne Stråheds 1980-talsband med samma namn.
Änglabarn var en musikduo från Malmö som bestod av Dan Tillberg (sång, gitarr, percussion) och Sven Ingmar Olsson (sång, bas, gitarr).
I början av 1973 spelade duon i Göteborg in sitt enda och självbetitlade album Änglabarn (Plump Productions PLP 1000) i samarbete med en stor kör och 17 musiker, däribland Bob Lander, Björn Thelin, Claes Palmkvist och Igor Janco, den sistnämnde från gruppen Röda Lacket. Producenter var Lander och Thelin i samarbete med Tillberg och Olsson. Samma år utgavs även singeln "Vi kan drömma" / "Här kan vi leva" (Plump Productions PS 010).